# José Higueras
José Higueras (Diezma, 28 de fevereiro de 1953) é um ex-tenista profissional espanhol.
José Higueras foi campeão de dezesseis torneios da ATP.

## Como treinador
- Michael Chang(1989)
- Jim Courier(1990–1997)
- Sergi Bruguera(1997–1999)
- Todd Martin(1999–2004)
- Carlos Moyá(2001–2002)
- Pete Sampras (2002)
- Dmitry Tursunov(2004–2006)
- Guillermo Coria (2006)
- Roger Federer (2008)
- Robby Ginepri(2008–2010)
- Shahar Pe'er (2006–2008)
- Alberto Francis 2010–
- Jennifer Singian 2010–
- Luis-Manuel Flores 2010–